# Mluvené slovo
Mluvené slovo je obecně jakékoli vyřčené tvrzení, v užším slova smyslu je používáno jako označení nahrávek nehudebních, mluvených (hraných, recitovaných).
Jako mluvené slovo se označují povídky, rozhlasové seriály, četby na pokračování, rozhlasové hry, poezie, dokumenty, publicistika, rozhovory a jiné.
Natočené mluvené slovo slouží nevidomým, ale i dalším lidem, kteří rádi poslouchají rozhlasové hry, pohádky nebo namluvený text knihy.
Nejznámějším typem mluveného slova, vedle nakladatelstvími distribuovaných audiokazet a CD s četbami (audioknihy), jsou rozhlasové hry. První vznikly již ve dvacátých letech, v Česku začaly vznikat první významnější pokusy v letech třicátých. Po stagnaci v létech okupace a stalinistického budování socialistického realismu nastal vzestup žánru v šedesátých letech.